# Cochranella mache
Cochranella mache là một loài ếch thuộc họ Centrolenidae.
Đây là loài đặc hữu của Ecuador.
Môi trường sống tự nhiên của chúng là rừng ẩm vùng đất thấp nhiệt đới hoặc cận nhiệt đới và sông ngòi.
Chúng hiện đang bị đe dọa vì mất môi trường sống. For more information see Cochranella mache Lưu trữ ngày 6 tháng 1 năm 2009 tại Wayback Machine.